# فرودگاه بالرانالد
فرودگاه بالرانالد (به انگلیسی: Balranald Airport) یک فرودگاه همگانی با کد یاتا BZD است که یک باند فرود چمن دارد و طول باند آن ۶۵۰ متر است. این فرودگاه در کشور استرالیا قرار دارد و در ارتفاع ۶۴ متری از سطح دریا واقع شده‌است.